# Одеська тема
Одеська те́ма  — тема в шаховій композиції ортодоксального жанру. Суть теми — у двох фазах проходить переміна функцій ходів білих за принципом чергування — подвоєна загроза першої фази стає матуючими ходами другої фази і два матуючі ходи першої фази стають у другій фазі подвоєною загрозою.

## Історія
Цю ідею запропонували в 1968 році українські шахові композитори Юрій Маркович Гордіан (24.03.1937, Одеса) і Віктор Олександрович Мельниченко (05.08.1939 с. Миколаївка — 11.02.2009).
В задачі в першій фазі, тобто в хибному сліді, виникають дві загрози матів і на кожен з двох захистів від загроз проходять певні мати. В другій фазі, тобто у рішенні після вступного ходу білих виникають дві загрози матів, які проходили у варіантах першої фази, а тепер в кожному з двох захистів проходить один з матів, які були загрозами в першій фазі. Пройшло чергування у двох фазах — подвоєна загроза першої фази розділяється на матуючі ходи у варіантах другої фази і матуючі ходи першої фази стають подвоєною загрозою у другій фазі.
Ідея дістала назву — одеська тема. Тема має ряд форм вираження. Ряд задач з одеською темою увійшли до «Альбому FIDE».

## Форми вираження теми
Існують такі форми вираження — проста форма, реверсивна форма, циклічна форма. Для кращого розуміння ідеї використовуються алгоритми вираження форм теми. 

### Проста форма
Для вираження простої форми теми немає жорстких вимог. Захисти чорних у другій фазі можуть бути або ті ж самі, що й у першій фазі, або інші. Відсутність в початковій позиції заготовлених тематичних матів на тематичні ходи чорних не вимагається.
Алгоритм вираження простої (базової) форми теми:
1. ? ~ 2. A, B #
1. ... a 2. C #
1. ... b 2. D #, 1. ... !
1. ! ~ 2. C, D #
1. ... a (c) 2. A #
1. ... b (d) 2. B #
|   | a | b | c | d | e | f | g | h |   |
| 8 | a8 білий слон · b8 білий слон · c8 чорний кінь · e8 біла тура · f8 чорний слон · c7 чорна тура · d7 білий пішак · h7 білий король · d6 чорний король · e6 білий пішак · f6 чорний пішак · f5 білий ферзь · d4 білий пішак · g4 біла тура · h4 білий кінь · c3 білий кінь · a2 чорний слон · f2 чорний кінь · b1 чорний ферзь | a8 білий слон · b8 білий слон · c8 чорний кінь · e8 біла тура · f8 чорний слон · c7 чорна тура · d7 білий пішак · h7 білий король · d6 чорний король · e6 білий пішак · f6 чорний пішак · f5 білий ферзь · d4 білий пішак · g4 біла тура · h4 білий кінь · c3 білий кінь · a2 чорний слон · f2 чорний кінь · b1 чорний ферзь | a8 білий слон · b8 білий слон · c8 чорний кінь · e8 біла тура · f8 чорний слон · c7 чорна тура · d7 білий пішак · h7 білий король · d6 чорний король · e6 білий пішак · f6 чорний пішак · f5 білий ферзь · d4 білий пішак · g4 біла тура · h4 білий кінь · c3 білий кінь · a2 чорний слон · f2 чорний кінь · b1 чорний ферзь | a8 білий слон · b8 білий слон · c8 чорний кінь · e8 біла тура · f8 чорний слон · c7 чорна тура · d7 білий пішак · h7 білий король · d6 чорний король · e6 білий пішак · f6 чорний пішак · f5 білий ферзь · d4 білий пішак · g4 біла тура · h4 білий кінь · c3 білий кінь · a2 чорний слон · f2 чорний кінь · b1 чорний ферзь | a8 білий слон · b8 білий слон · c8 чорний кінь · e8 біла тура · f8 чорний слон · c7 чорна тура · d7 білий пішак · h7 білий король · d6 чорний король · e6 білий пішак · f6 чорний пішак · f5 білий ферзь · d4 білий пішак · g4 біла тура · h4 білий кінь · c3 білий кінь · a2 чорний слон · f2 чорний кінь · b1 чорний ферзь | a8 білий слон · b8 білий слон · c8 чорний кінь · e8 біла тура · f8 чорний слон · c7 чорна тура · d7 білий пішак · h7 білий король · d6 чорний король · e6 білий пішак · f6 чорний пішак · f5 білий ферзь · d4 білий пішак · g4 біла тура · h4 білий кінь · c3 білий кінь · a2 чорний слон · f2 чорний кінь · b1 чорний ферзь | a8 білий слон · b8 білий слон · c8 чорний кінь · e8 біла тура · f8 чорний слон · c7 чорна тура · d7 білий пішак · h7 білий король · d6 чорний король · e6 білий пішак · f6 чорний пішак · f5 білий ферзь · d4 білий пішак · g4 біла тура · h4 білий кінь · c3 білий кінь · a2 чорний слон · f2 чорний кінь · b1 чорний ферзь | a8 білий слон · b8 білий слон · c8 чорний кінь · e8 біла тура · f8 чорний слон · c7 чорна тура · d7 білий пішак · h7 білий король · d6 чорний король · e6 білий пішак · f6 чорний пішак · f5 білий ферзь · d4 білий пішак · g4 біла тура · h4 білий кінь · c3 білий кінь · a2 чорний слон · f2 чорний кінь · b1 чорний ферзь | 8 |
| 7 | a8 білий слон · b8 білий слон · c8 чорний кінь · e8 біла тура · f8 чорний слон · c7 чорна тура · d7 білий пішак · h7 білий король · d6 чорний король · e6 білий пішак · f6 чорний пішак · f5 білий ферзь · d4 білий пішак · g4 біла тура · h4 білий кінь · c3 білий кінь · a2 чорний слон · f2 чорний кінь · b1 чорний ферзь | a8 білий слон · b8 білий слон · c8 чорний кінь · e8 біла тура · f8 чорний слон · c7 чорна тура · d7 білий пішак · h7 білий король · d6 чорний король · e6 білий пішак · f6 чорний пішак · f5 білий ферзь · d4 білий пішак · g4 біла тура · h4 білий кінь · c3 білий кінь · a2 чорний слон · f2 чорний кінь · b1 чорний ферзь | a8 білий слон · b8 білий слон · c8 чорний кінь · e8 біла тура · f8 чорний слон · c7 чорна тура · d7 білий пішак · h7 білий король · d6 чорний король · e6 білий пішак · f6 чорний пішак · f5 білий ферзь · d4 білий пішак · g4 біла тура · h4 білий кінь · c3 білий кінь · a2 чорний слон · f2 чорний кінь · b1 чорний ферзь | a8 білий слон · b8 білий слон · c8 чорний кінь · e8 біла тура · f8 чорний слон · c7 чорна тура · d7 білий пішак · h7 білий король · d6 чорний король · e6 білий пішак · f6 чорний пішак · f5 білий ферзь · d4 білий пішак · g4 біла тура · h4 білий кінь · c3 білий кінь · a2 чорний слон · f2 чорний кінь · b1 чорний ферзь | a8 білий слон · b8 білий слон · c8 чорний кінь · e8 біла тура · f8 чорний слон · c7 чорна тура · d7 білий пішак · h7 білий король · d6 чорний король · e6 білий пішак · f6 чорний пішак · f5 білий ферзь · d4 білий пішак · g4 біла тура · h4 білий кінь · c3 білий кінь · a2 чорний слон · f2 чорний кінь · b1 чорний ферзь | a8 білий слон · b8 білий слон · c8 чорний кінь · e8 біла тура · f8 чорний слон · c7 чорна тура · d7 білий пішак · h7 білий король · d6 чорний король · e6 білий пішак · f6 чорний пішак · f5 білий ферзь · d4 білий пішак · g4 біла тура · h4 білий кінь · c3 білий кінь · a2 чорний слон · f2 чорний кінь · b1 чорний ферзь | a8 білий слон · b8 білий слон · c8 чорний кінь · e8 біла тура · f8 чорний слон · c7 чорна тура · d7 білий пішак · h7 білий король · d6 чорний король · e6 білий пішак · f6 чорний пішак · f5 білий ферзь · d4 білий пішак · g4 біла тура · h4 білий кінь · c3 білий кінь · a2 чорний слон · f2 чорний кінь · b1 чорний ферзь | a8 білий слон · b8 білий слон · c8 чорний кінь · e8 біла тура · f8 чорний слон · c7 чорна тура · d7 білий пішак · h7 білий король · d6 чорний король · e6 білий пішак · f6 чорний пішак · f5 білий ферзь · d4 білий пішак · g4 біла тура · h4 білий кінь · c3 білий кінь · a2 чорний слон · f2 чорний кінь · b1 чорний ферзь | 7 |
| 6 | a8 білий слон · b8 білий слон · c8 чорний кінь · e8 біла тура · f8 чорний слон · c7 чорна тура · d7 білий пішак · h7 білий король · d6 чорний король · e6 білий пішак · f6 чорний пішак · f5 білий ферзь · d4 білий пішак · g4 біла тура · h4 білий кінь · c3 білий кінь · a2 чорний слон · f2 чорний кінь · b1 чорний ферзь | a8 білий слон · b8 білий слон · c8 чорний кінь · e8 біла тура · f8 чорний слон · c7 чорна тура · d7 білий пішак · h7 білий король · d6 чорний король · e6 білий пішак · f6 чорний пішак · f5 білий ферзь · d4 білий пішак · g4 біла тура · h4 білий кінь · c3 білий кінь · a2 чорний слон · f2 чорний кінь · b1 чорний ферзь | a8 білий слон · b8 білий слон · c8 чорний кінь · e8 біла тура · f8 чорний слон · c7 чорна тура · d7 білий пішак · h7 білий король · d6 чорний король · e6 білий пішак · f6 чорний пішак · f5 білий ферзь · d4 білий пішак · g4 біла тура · h4 білий кінь · c3 білий кінь · a2 чорний слон · f2 чорний кінь · b1 чорний ферзь | a8 білий слон · b8 білий слон · c8 чорний кінь · e8 біла тура · f8 чорний слон · c7 чорна тура · d7 білий пішак · h7 білий король · d6 чорний король · e6 білий пішак · f6 чорний пішак · f5 білий ферзь · d4 білий пішак · g4 біла тура · h4 білий кінь · c3 білий кінь · a2 чорний слон · f2 чорний кінь · b1 чорний ферзь | a8 білий слон · b8 білий слон · c8 чорний кінь · e8 біла тура · f8 чорний слон · c7 чорна тура · d7 білий пішак · h7 білий король · d6 чорний король · e6 білий пішак · f6 чорний пішак · f5 білий ферзь · d4 білий пішак · g4 біла тура · h4 білий кінь · c3 білий кінь · a2 чорний слон · f2 чорний кінь · b1 чорний ферзь | a8 білий слон · b8 білий слон · c8 чорний кінь · e8 біла тура · f8 чорний слон · c7 чорна тура · d7 білий пішак · h7 білий король · d6 чорний король · e6 білий пішак · f6 чорний пішак · f5 білий ферзь · d4 білий пішак · g4 біла тура · h4 білий кінь · c3 білий кінь · a2 чорний слон · f2 чорний кінь · b1 чорний ферзь | a8 білий слон · b8 білий слон · c8 чорний кінь · e8 біла тура · f8 чорний слон · c7 чорна тура · d7 білий пішак · h7 білий король · d6 чорний король · e6 білий пішак · f6 чорний пішак · f5 білий ферзь · d4 білий пішак · g4 біла тура · h4 білий кінь · c3 білий кінь · a2 чорний слон · f2 чорний кінь · b1 чорний ферзь | a8 білий слон · b8 білий слон · c8 чорний кінь · e8 біла тура · f8 чорний слон · c7 чорна тура · d7 білий пішак · h7 білий король · d6 чорний король · e6 білий пішак · f6 чорний пішак · f5 білий ферзь · d4 білий пішак · g4 біла тура · h4 білий кінь · c3 білий кінь · a2 чорний слон · f2 чорний кінь · b1 чорний ферзь | 6 |
| 5 | a8 білий слон · b8 білий слон · c8 чорний кінь · e8 біла тура · f8 чорний слон · c7 чорна тура · d7 білий пішак · h7 білий король · d6 чорний король · e6 білий пішак · f6 чорний пішак · f5 білий ферзь · d4 білий пішак · g4 біла тура · h4 білий кінь · c3 білий кінь · a2 чорний слон · f2 чорний кінь · b1 чорний ферзь | a8 білий слон · b8 білий слон · c8 чорний кінь · e8 біла тура · f8 чорний слон · c7 чорна тура · d7 білий пішак · h7 білий король · d6 чорний король · e6 білий пішак · f6 чорний пішак · f5 білий ферзь · d4 білий пішак · g4 біла тура · h4 білий кінь · c3 білий кінь · a2 чорний слон · f2 чорний кінь · b1 чорний ферзь | a8 білий слон · b8 білий слон · c8 чорний кінь · e8 біла тура · f8 чорний слон · c7 чорна тура · d7 білий пішак · h7 білий король · d6 чорний король · e6 білий пішак · f6 чорний пішак · f5 білий ферзь · d4 білий пішак · g4 біла тура · h4 білий кінь · c3 білий кінь · a2 чорний слон · f2 чорний кінь · b1 чорний ферзь | a8 білий слон · b8 білий слон · c8 чорний кінь · e8 біла тура · f8 чорний слон · c7 чорна тура · d7 білий пішак · h7 білий король · d6 чорний король · e6 білий пішак · f6 чорний пішак · f5 білий ферзь · d4 білий пішак · g4 біла тура · h4 білий кінь · c3 білий кінь · a2 чорний слон · f2 чорний кінь · b1 чорний ферзь | a8 білий слон · b8 білий слон · c8 чорний кінь · e8 біла тура · f8 чорний слон · c7 чорна тура · d7 білий пішак · h7 білий король · d6 чорний король · e6 білий пішак · f6 чорний пішак · f5 білий ферзь · d4 білий пішак · g4 біла тура · h4 білий кінь · c3 білий кінь · a2 чорний слон · f2 чорний кінь · b1 чорний ферзь | a8 білий слон · b8 білий слон · c8 чорний кінь · e8 біла тура · f8 чорний слон · c7 чорна тура · d7 білий пішак · h7 білий король · d6 чорний король · e6 білий пішак · f6 чорний пішак · f5 білий ферзь · d4 білий пішак · g4 біла тура · h4 білий кінь · c3 білий кінь · a2 чорний слон · f2 чорний кінь · b1 чорний ферзь | a8 білий слон · b8 білий слон · c8 чорний кінь · e8 біла тура · f8 чорний слон · c7 чорна тура · d7 білий пішак · h7 білий король · d6 чорний король · e6 білий пішак · f6 чорний пішак · f5 білий ферзь · d4 білий пішак · g4 біла тура · h4 білий кінь · c3 білий кінь · a2 чорний слон · f2 чорний кінь · b1 чорний ферзь | a8 білий слон · b8 білий слон · c8 чорний кінь · e8 біла тура · f8 чорний слон · c7 чорна тура · d7 білий пішак · h7 білий король · d6 чорний король · e6 білий пішак · f6 чорний пішак · f5 білий ферзь · d4 білий пішак · g4 біла тура · h4 білий кінь · c3 білий кінь · a2 чорний слон · f2 чорний кінь · b1 чорний ферзь | 5 |
| 4 | a8 білий слон · b8 білий слон · c8 чорний кінь · e8 біла тура · f8 чорний слон · c7 чорна тура · d7 білий пішак · h7 білий король · d6 чорний король · e6 білий пішак · f6 чорний пішак · f5 білий ферзь · d4 білий пішак · g4 біла тура · h4 білий кінь · c3 білий кінь · a2 чорний слон · f2 чорний кінь · b1 чорний ферзь | a8 білий слон · b8 білий слон · c8 чорний кінь · e8 біла тура · f8 чорний слон · c7 чорна тура · d7 білий пішак · h7 білий король · d6 чорний король · e6 білий пішак · f6 чорний пішак · f5 білий ферзь · d4 білий пішак · g4 біла тура · h4 білий кінь · c3 білий кінь · a2 чорний слон · f2 чорний кінь · b1 чорний ферзь | a8 білий слон · b8 білий слон · c8 чорний кінь · e8 біла тура · f8 чорний слон · c7 чорна тура · d7 білий пішак · h7 білий король · d6 чорний король · e6 білий пішак · f6 чорний пішак · f5 білий ферзь · d4 білий пішак · g4 біла тура · h4 білий кінь · c3 білий кінь · a2 чорний слон · f2 чорний кінь · b1 чорний ферзь | a8 білий слон · b8 білий слон · c8 чорний кінь · e8 біла тура · f8 чорний слон · c7 чорна тура · d7 білий пішак · h7 білий король · d6 чорний король · e6 білий пішак · f6 чорний пішак · f5 білий ферзь · d4 білий пішак · g4 біла тура · h4 білий кінь · c3 білий кінь · a2 чорний слон · f2 чорний кінь · b1 чорний ферзь | a8 білий слон · b8 білий слон · c8 чорний кінь · e8 біла тура · f8 чорний слон · c7 чорна тура · d7 білий пішак · h7 білий король · d6 чорний король · e6 білий пішак · f6 чорний пішак · f5 білий ферзь · d4 білий пішак · g4 біла тура · h4 білий кінь · c3 білий кінь · a2 чорний слон · f2 чорний кінь · b1 чорний ферзь | a8 білий слон · b8 білий слон · c8 чорний кінь · e8 біла тура · f8 чорний слон · c7 чорна тура · d7 білий пішак · h7 білий король · d6 чорний король · e6 білий пішак · f6 чорний пішак · f5 білий ферзь · d4 білий пішак · g4 біла тура · h4 білий кінь · c3 білий кінь · a2 чорний слон · f2 чорний кінь · b1 чорний ферзь | a8 білий слон · b8 білий слон · c8 чорний кінь · e8 біла тура · f8 чорний слон · c7 чорна тура · d7 білий пішак · h7 білий король · d6 чорний король · e6 білий пішак · f6 чорний пішак · f5 білий ферзь · d4 білий пішак · g4 біла тура · h4 білий кінь · c3 білий кінь · a2 чорний слон · f2 чорний кінь · b1 чорний ферзь | a8 білий слон · b8 білий слон · c8 чорний кінь · e8 біла тура · f8 чорний слон · c7 чорна тура · d7 білий пішак · h7 білий король · d6 чорний король · e6 білий пішак · f6 чорний пішак · f5 білий ферзь · d4 білий пішак · g4 біла тура · h4 білий кінь · c3 білий кінь · a2 чорний слон · f2 чорний кінь · b1 чорний ферзь | 4 |
| 3 | a8 білий слон · b8 білий слон · c8 чорний кінь · e8 біла тура · f8 чорний слон · c7 чорна тура · d7 білий пішак · h7 білий король · d6 чорний король · e6 білий пішак · f6 чорний пішак · f5 білий ферзь · d4 білий пішак · g4 біла тура · h4 білий кінь · c3 білий кінь · a2 чорний слон · f2 чорний кінь · b1 чорний ферзь | a8 білий слон · b8 білий слон · c8 чорний кінь · e8 біла тура · f8 чорний слон · c7 чорна тура · d7 білий пішак · h7 білий король · d6 чорний король · e6 білий пішак · f6 чорний пішак · f5 білий ферзь · d4 білий пішак · g4 біла тура · h4 білий кінь · c3 білий кінь · a2 чорний слон · f2 чорний кінь · b1 чорний ферзь | a8 білий слон · b8 білий слон · c8 чорний кінь · e8 біла тура · f8 чорний слон · c7 чорна тура · d7 білий пішак · h7 білий король · d6 чорний король · e6 білий пішак · f6 чорний пішак · f5 білий ферзь · d4 білий пішак · g4 біла тура · h4 білий кінь · c3 білий кінь · a2 чорний слон · f2 чорний кінь · b1 чорний ферзь | a8 білий слон · b8 білий слон · c8 чорний кінь · e8 біла тура · f8 чорний слон · c7 чорна тура · d7 білий пішак · h7 білий король · d6 чорний король · e6 білий пішак · f6 чорний пішак · f5 білий ферзь · d4 білий пішак · g4 біла тура · h4 білий кінь · c3 білий кінь · a2 чорний слон · f2 чорний кінь · b1 чорний ферзь | a8 білий слон · b8 білий слон · c8 чорний кінь · e8 біла тура · f8 чорний слон · c7 чорна тура · d7 білий пішак · h7 білий король · d6 чорний король · e6 білий пішак · f6 чорний пішак · f5 білий ферзь · d4 білий пішак · g4 біла тура · h4 білий кінь · c3 білий кінь · a2 чорний слон · f2 чорний кінь · b1 чорний ферзь | a8 білий слон · b8 білий слон · c8 чорний кінь · e8 біла тура · f8 чорний слон · c7 чорна тура · d7 білий пішак · h7 білий король · d6 чорний король · e6 білий пішак · f6 чорний пішак · f5 білий ферзь · d4 білий пішак · g4 біла тура · h4 білий кінь · c3 білий кінь · a2 чорний слон · f2 чорний кінь · b1 чорний ферзь | a8 білий слон · b8 білий слон · c8 чорний кінь · e8 біла тура · f8 чорний слон · c7 чорна тура · d7 білий пішак · h7 білий король · d6 чорний король · e6 білий пішак · f6 чорний пішак · f5 білий ферзь · d4 білий пішак · g4 біла тура · h4 білий кінь · c3 білий кінь · a2 чорний слон · f2 чорний кінь · b1 чорний ферзь | a8 білий слон · b8 білий слон · c8 чорний кінь · e8 біла тура · f8 чорний слон · c7 чорна тура · d7 білий пішак · h7 білий король · d6 чорний король · e6 білий пішак · f6 чорний пішак · f5 білий ферзь · d4 білий пішак · g4 біла тура · h4 білий кінь · c3 білий кінь · a2 чорний слон · f2 чорний кінь · b1 чорний ферзь | 3 |
| 2 | a8 білий слон · b8 білий слон · c8 чорний кінь · e8 біла тура · f8 чорний слон · c7 чорна тура · d7 білий пішак · h7 білий король · d6 чорний король · e6 білий пішак · f6 чорний пішак · f5 білий ферзь · d4 білий пішак · g4 біла тура · h4 білий кінь · c3 білий кінь · a2 чорний слон · f2 чорний кінь · b1 чорний ферзь | a8 білий слон · b8 білий слон · c8 чорний кінь · e8 біла тура · f8 чорний слон · c7 чорна тура · d7 білий пішак · h7 білий король · d6 чорний король · e6 білий пішак · f6 чорний пішак · f5 білий ферзь · d4 білий пішак · g4 біла тура · h4 білий кінь · c3 білий кінь · a2 чорний слон · f2 чорний кінь · b1 чорний ферзь | a8 білий слон · b8 білий слон · c8 чорний кінь · e8 біла тура · f8 чорний слон · c7 чорна тура · d7 білий пішак · h7 білий король · d6 чорний король · e6 білий пішак · f6 чорний пішак · f5 білий ферзь · d4 білий пішак · g4 біла тура · h4 білий кінь · c3 білий кінь · a2 чорний слон · f2 чорний кінь · b1 чорний ферзь | a8 білий слон · b8 білий слон · c8 чорний кінь · e8 біла тура · f8 чорний слон · c7 чорна тура · d7 білий пішак · h7 білий король · d6 чорний король · e6 білий пішак · f6 чорний пішак · f5 білий ферзь · d4 білий пішак · g4 біла тура · h4 білий кінь · c3 білий кінь · a2 чорний слон · f2 чорний кінь · b1 чорний ферзь | a8 білий слон · b8 білий слон · c8 чорний кінь · e8 біла тура · f8 чорний слон · c7 чорна тура · d7 білий пішак · h7 білий король · d6 чорний король · e6 білий пішак · f6 чорний пішак · f5 білий ферзь · d4 білий пішак · g4 біла тура · h4 білий кінь · c3 білий кінь · a2 чорний слон · f2 чорний кінь · b1 чорний ферзь | a8 білий слон · b8 білий слон · c8 чорний кінь · e8 біла тура · f8 чорний слон · c7 чорна тура · d7 білий пішак · h7 білий король · d6 чорний король · e6 білий пішак · f6 чорний пішак · f5 білий ферзь · d4 білий пішак · g4 біла тура · h4 білий кінь · c3 білий кінь · a2 чорний слон · f2 чорний кінь · b1 чорний ферзь | a8 білий слон · b8 білий слон · c8 чорний кінь · e8 біла тура · f8 чорний слон · c7 чорна тура · d7 білий пішак · h7 білий король · d6 чорний король · e6 білий пішак · f6 чорний пішак · f5 білий ферзь · d4 білий пішак · g4 біла тура · h4 білий кінь · c3 білий кінь · a2 чорний слон · f2 чорний кінь · b1 чорний ферзь | a8 білий слон · b8 білий слон · c8 чорний кінь · e8 біла тура · f8 чорний слон · c7 чорна тура · d7 білий пішак · h7 білий король · d6 чорний король · e6 білий пішак · f6 чорний пішак · f5 білий ферзь · d4 білий пішак · g4 біла тура · h4 білий кінь · c3 білий кінь · a2 чорний слон · f2 чорний кінь · b1 чорний ферзь | 2 |
| 1 | a8 білий слон · b8 білий слон · c8 чорний кінь · e8 біла тура · f8 чорний слон · c7 чорна тура · d7 білий пішак · h7 білий король · d6 чорний король · e6 білий пішак · f6 чорний пішак · f5 білий ферзь · d4 білий пішак · g4 біла тура · h4 білий кінь · c3 білий кінь · a2 чорний слон · f2 чорний кінь · b1 чорний ферзь | a8 білий слон · b8 білий слон · c8 чорний кінь · e8 біла тура · f8 чорний слон · c7 чорна тура · d7 білий пішак · h7 білий король · d6 чорний король · e6 білий пішак · f6 чорний пішак · f5 білий ферзь · d4 білий пішак · g4 біла тура · h4 білий кінь · c3 білий кінь · a2 чорний слон · f2 чорний кінь · b1 чорний ферзь | a8 білий слон · b8 білий слон · c8 чорний кінь · e8 біла тура · f8 чорний слон · c7 чорна тура · d7 білий пішак · h7 білий король · d6 чорний король · e6 білий пішак · f6 чорний пішак · f5 білий ферзь · d4 білий пішак · g4 біла тура · h4 білий кінь · c3 білий кінь · a2 чорний слон · f2 чорний кінь · b1 чорний ферзь | a8 білий слон · b8 білий слон · c8 чорний кінь · e8 біла тура · f8 чорний слон · c7 чорна тура · d7 білий пішак · h7 білий король · d6 чорний король · e6 білий пішак · f6 чорний пішак · f5 білий ферзь · d4 білий пішак · g4 біла тура · h4 білий кінь · c3 білий кінь · a2 чорний слон · f2 чорний кінь · b1 чорний ферзь | a8 білий слон · b8 білий слон · c8 чорний кінь · e8 біла тура · f8 чорний слон · c7 чорна тура · d7 білий пішак · h7 білий король · d6 чорний король · e6 білий пішак · f6 чорний пішак · f5 білий ферзь · d4 білий пішак · g4 біла тура · h4 білий кінь · c3 білий кінь · a2 чорний слон · f2 чорний кінь · b1 чорний ферзь | a8 білий слон · b8 білий слон · c8 чорний кінь · e8 біла тура · f8 чорний слон · c7 чорна тура · d7 білий пішак · h7 білий король · d6 чорний король · e6 білий пішак · f6 чорний пішак · f5 білий ферзь · d4 білий пішак · g4 біла тура · h4 білий кінь · c3 білий кінь · a2 чорний слон · f2 чорний кінь · b1 чорний ферзь | a8 білий слон · b8 білий слон · c8 чорний кінь · e8 біла тура · f8 чорний слон · c7 чорна тура · d7 білий пішак · h7 білий король · d6 чорний король · e6 білий пішак · f6 чорний пішак · f5 білий ферзь · d4 білий пішак · g4 біла тура · h4 білий кінь · c3 білий кінь · a2 чорний слон · f2 чорний кінь · b1 чорний ферзь | a8 білий слон · b8 білий слон · c8 чорний кінь · e8 біла тура · f8 чорний слон · c7 чорна тура · d7 білий пішак · h7 білий король · d6 чорний король · e6 білий пішак · f6 чорний пішак · f5 білий ферзь · d4 білий пішак · g4 біла тура · h4 білий кінь · c3 білий кінь · a2 чорний слон · f2 чорний кінь · b1 чорний ферзь | 1 |
|   | a | b | c | d | e | f | g | h |   |

1. Tg7? ~ 2. d8D, dcS#
1. ... Db7 2. Dc5#
1. ... Db8 2. Df4#, 1. ... Sb6!
1. Tg6! ~ 2. Dc5, Df4#
1. ... Se7 2. d8D#
1. ... Le7 2. dcS#

### Реверсивна форма
При вираженні реверсивної форми теми вимагається, щоби в обох фазах були одні і ті ж тематичні захисти чорних, причому в початковій позиції обов'язкова відсутність заготовлених матів на тематичні ходи чорних.
Алгоритм вираження реверсивної форми теми:
1. ... a 2. A, C # ???
1. ... b 2. B, D # ???
1. ? ~ 2. A, B #
1. ... a 2. C #
1. ... b 2. D #, 1. ... !
1. ! ~ 2. C, D #
1. ... a 2. A #
1. ... b 2. B #
|   | a | b | c | d | e | f | g | h |   |
| 8 | c8 чорний слон · h8 білий слон · a7 чорна тура · f7 чорний пішак · f6 білий ферзь · h6 чорний кінь · f5 чорний кінь · a4 чорна тура · f4 чорний король · h4 чорний пішак · a3 чорний слон · b3 біла тура · c3 білий кінь · d3 білий слон · h3 білий пішак · d2 білий кінь · g2 білий пішак · f1 білий король | c8 чорний слон · h8 білий слон · a7 чорна тура · f7 чорний пішак · f6 білий ферзь · h6 чорний кінь · f5 чорний кінь · a4 чорна тура · f4 чорний король · h4 чорний пішак · a3 чорний слон · b3 біла тура · c3 білий кінь · d3 білий слон · h3 білий пішак · d2 білий кінь · g2 білий пішак · f1 білий король | c8 чорний слон · h8 білий слон · a7 чорна тура · f7 чорний пішак · f6 білий ферзь · h6 чорний кінь · f5 чорний кінь · a4 чорна тура · f4 чорний король · h4 чорний пішак · a3 чорний слон · b3 біла тура · c3 білий кінь · d3 білий слон · h3 білий пішак · d2 білий кінь · g2 білий пішак · f1 білий король | c8 чорний слон · h8 білий слон · a7 чорна тура · f7 чорний пішак · f6 білий ферзь · h6 чорний кінь · f5 чорний кінь · a4 чорна тура · f4 чорний король · h4 чорний пішак · a3 чорний слон · b3 біла тура · c3 білий кінь · d3 білий слон · h3 білий пішак · d2 білий кінь · g2 білий пішак · f1 білий король | c8 чорний слон · h8 білий слон · a7 чорна тура · f7 чорний пішак · f6 білий ферзь · h6 чорний кінь · f5 чорний кінь · a4 чорна тура · f4 чорний король · h4 чорний пішак · a3 чорний слон · b3 біла тура · c3 білий кінь · d3 білий слон · h3 білий пішак · d2 білий кінь · g2 білий пішак · f1 білий король | c8 чорний слон · h8 білий слон · a7 чорна тура · f7 чорний пішак · f6 білий ферзь · h6 чорний кінь · f5 чорний кінь · a4 чорна тура · f4 чорний король · h4 чорний пішак · a3 чорний слон · b3 біла тура · c3 білий кінь · d3 білий слон · h3 білий пішак · d2 білий кінь · g2 білий пішак · f1 білий король | c8 чорний слон · h8 білий слон · a7 чорна тура · f7 чорний пішак · f6 білий ферзь · h6 чорний кінь · f5 чорний кінь · a4 чорна тура · f4 чорний король · h4 чорний пішак · a3 чорний слон · b3 біла тура · c3 білий кінь · d3 білий слон · h3 білий пішак · d2 білий кінь · g2 білий пішак · f1 білий король | c8 чорний слон · h8 білий слон · a7 чорна тура · f7 чорний пішак · f6 білий ферзь · h6 чорний кінь · f5 чорний кінь · a4 чорна тура · f4 чорний король · h4 чорний пішак · a3 чорний слон · b3 біла тура · c3 білий кінь · d3 білий слон · h3 білий пішак · d2 білий кінь · g2 білий пішак · f1 білий король | 8 |
| 7 | c8 чорний слон · h8 білий слон · a7 чорна тура · f7 чорний пішак · f6 білий ферзь · h6 чорний кінь · f5 чорний кінь · a4 чорна тура · f4 чорний король · h4 чорний пішак · a3 чорний слон · b3 біла тура · c3 білий кінь · d3 білий слон · h3 білий пішак · d2 білий кінь · g2 білий пішак · f1 білий король | c8 чорний слон · h8 білий слон · a7 чорна тура · f7 чорний пішак · f6 білий ферзь · h6 чорний кінь · f5 чорний кінь · a4 чорна тура · f4 чорний король · h4 чорний пішак · a3 чорний слон · b3 біла тура · c3 білий кінь · d3 білий слон · h3 білий пішак · d2 білий кінь · g2 білий пішак · f1 білий король | c8 чорний слон · h8 білий слон · a7 чорна тура · f7 чорний пішак · f6 білий ферзь · h6 чорний кінь · f5 чорний кінь · a4 чорна тура · f4 чорний король · h4 чорний пішак · a3 чорний слон · b3 біла тура · c3 білий кінь · d3 білий слон · h3 білий пішак · d2 білий кінь · g2 білий пішак · f1 білий король | c8 чорний слон · h8 білий слон · a7 чорна тура · f7 чорний пішак · f6 білий ферзь · h6 чорний кінь · f5 чорний кінь · a4 чорна тура · f4 чорний король · h4 чорний пішак · a3 чорний слон · b3 біла тура · c3 білий кінь · d3 білий слон · h3 білий пішак · d2 білий кінь · g2 білий пішак · f1 білий король | c8 чорний слон · h8 білий слон · a7 чорна тура · f7 чорний пішак · f6 білий ферзь · h6 чорний кінь · f5 чорний кінь · a4 чорна тура · f4 чорний король · h4 чорний пішак · a3 чорний слон · b3 біла тура · c3 білий кінь · d3 білий слон · h3 білий пішак · d2 білий кінь · g2 білий пішак · f1 білий король | c8 чорний слон · h8 білий слон · a7 чорна тура · f7 чорний пішак · f6 білий ферзь · h6 чорний кінь · f5 чорний кінь · a4 чорна тура · f4 чорний король · h4 чорний пішак · a3 чорний слон · b3 біла тура · c3 білий кінь · d3 білий слон · h3 білий пішак · d2 білий кінь · g2 білий пішак · f1 білий король | c8 чорний слон · h8 білий слон · a7 чорна тура · f7 чорний пішак · f6 білий ферзь · h6 чорний кінь · f5 чорний кінь · a4 чорна тура · f4 чорний король · h4 чорний пішак · a3 чорний слон · b3 біла тура · c3 білий кінь · d3 білий слон · h3 білий пішак · d2 білий кінь · g2 білий пішак · f1 білий король | c8 чорний слон · h8 білий слон · a7 чорна тура · f7 чорний пішак · f6 білий ферзь · h6 чорний кінь · f5 чорний кінь · a4 чорна тура · f4 чорний король · h4 чорний пішак · a3 чорний слон · b3 біла тура · c3 білий кінь · d3 білий слон · h3 білий пішак · d2 білий кінь · g2 білий пішак · f1 білий король | 7 |
| 6 | c8 чорний слон · h8 білий слон · a7 чорна тура · f7 чорний пішак · f6 білий ферзь · h6 чорний кінь · f5 чорний кінь · a4 чорна тура · f4 чорний король · h4 чорний пішак · a3 чорний слон · b3 біла тура · c3 білий кінь · d3 білий слон · h3 білий пішак · d2 білий кінь · g2 білий пішак · f1 білий король | c8 чорний слон · h8 білий слон · a7 чорна тура · f7 чорний пішак · f6 білий ферзь · h6 чорний кінь · f5 чорний кінь · a4 чорна тура · f4 чорний король · h4 чорний пішак · a3 чорний слон · b3 біла тура · c3 білий кінь · d3 білий слон · h3 білий пішак · d2 білий кінь · g2 білий пішак · f1 білий король | c8 чорний слон · h8 білий слон · a7 чорна тура · f7 чорний пішак · f6 білий ферзь · h6 чорний кінь · f5 чорний кінь · a4 чорна тура · f4 чорний король · h4 чорний пішак · a3 чорний слон · b3 біла тура · c3 білий кінь · d3 білий слон · h3 білий пішак · d2 білий кінь · g2 білий пішак · f1 білий король | c8 чорний слон · h8 білий слон · a7 чорна тура · f7 чорний пішак · f6 білий ферзь · h6 чорний кінь · f5 чорний кінь · a4 чорна тура · f4 чорний король · h4 чорний пішак · a3 чорний слон · b3 біла тура · c3 білий кінь · d3 білий слон · h3 білий пішак · d2 білий кінь · g2 білий пішак · f1 білий король | c8 чорний слон · h8 білий слон · a7 чорна тура · f7 чорний пішак · f6 білий ферзь · h6 чорний кінь · f5 чорний кінь · a4 чорна тура · f4 чорний король · h4 чорний пішак · a3 чорний слон · b3 біла тура · c3 білий кінь · d3 білий слон · h3 білий пішак · d2 білий кінь · g2 білий пішак · f1 білий король | c8 чорний слон · h8 білий слон · a7 чорна тура · f7 чорний пішак · f6 білий ферзь · h6 чорний кінь · f5 чорний кінь · a4 чорна тура · f4 чорний король · h4 чорний пішак · a3 чорний слон · b3 біла тура · c3 білий кінь · d3 білий слон · h3 білий пішак · d2 білий кінь · g2 білий пішак · f1 білий король | c8 чорний слон · h8 білий слон · a7 чорна тура · f7 чорний пішак · f6 білий ферзь · h6 чорний кінь · f5 чорний кінь · a4 чорна тура · f4 чорний король · h4 чорний пішак · a3 чорний слон · b3 біла тура · c3 білий кінь · d3 білий слон · h3 білий пішак · d2 білий кінь · g2 білий пішак · f1 білий король | c8 чорний слон · h8 білий слон · a7 чорна тура · f7 чорний пішак · f6 білий ферзь · h6 чорний кінь · f5 чорний кінь · a4 чорна тура · f4 чорний король · h4 чорний пішак · a3 чорний слон · b3 біла тура · c3 білий кінь · d3 білий слон · h3 білий пішак · d2 білий кінь · g2 білий пішак · f1 білий король | 6 |
| 5 | c8 чорний слон · h8 білий слон · a7 чорна тура · f7 чорний пішак · f6 білий ферзь · h6 чорний кінь · f5 чорний кінь · a4 чорна тура · f4 чорний король · h4 чорний пішак · a3 чорний слон · b3 біла тура · c3 білий кінь · d3 білий слон · h3 білий пішак · d2 білий кінь · g2 білий пішак · f1 білий король | c8 чорний слон · h8 білий слон · a7 чорна тура · f7 чорний пішак · f6 білий ферзь · h6 чорний кінь · f5 чорний кінь · a4 чорна тура · f4 чорний король · h4 чорний пішак · a3 чорний слон · b3 біла тура · c3 білий кінь · d3 білий слон · h3 білий пішак · d2 білий кінь · g2 білий пішак · f1 білий король | c8 чорний слон · h8 білий слон · a7 чорна тура · f7 чорний пішак · f6 білий ферзь · h6 чорний кінь · f5 чорний кінь · a4 чорна тура · f4 чорний король · h4 чорний пішак · a3 чорний слон · b3 біла тура · c3 білий кінь · d3 білий слон · h3 білий пішак · d2 білий кінь · g2 білий пішак · f1 білий король | c8 чорний слон · h8 білий слон · a7 чорна тура · f7 чорний пішак · f6 білий ферзь · h6 чорний кінь · f5 чорний кінь · a4 чорна тура · f4 чорний король · h4 чорний пішак · a3 чорний слон · b3 біла тура · c3 білий кінь · d3 білий слон · h3 білий пішак · d2 білий кінь · g2 білий пішак · f1 білий король | c8 чорний слон · h8 білий слон · a7 чорна тура · f7 чорний пішак · f6 білий ферзь · h6 чорний кінь · f5 чорний кінь · a4 чорна тура · f4 чорний король · h4 чорний пішак · a3 чорний слон · b3 біла тура · c3 білий кінь · d3 білий слон · h3 білий пішак · d2 білий кінь · g2 білий пішак · f1 білий король | c8 чорний слон · h8 білий слон · a7 чорна тура · f7 чорний пішак · f6 білий ферзь · h6 чорний кінь · f5 чорний кінь · a4 чорна тура · f4 чорний король · h4 чорний пішак · a3 чорний слон · b3 біла тура · c3 білий кінь · d3 білий слон · h3 білий пішак · d2 білий кінь · g2 білий пішак · f1 білий король | c8 чорний слон · h8 білий слон · a7 чорна тура · f7 чорний пішак · f6 білий ферзь · h6 чорний кінь · f5 чорний кінь · a4 чорна тура · f4 чорний король · h4 чорний пішак · a3 чорний слон · b3 біла тура · c3 білий кінь · d3 білий слон · h3 білий пішак · d2 білий кінь · g2 білий пішак · f1 білий король | c8 чорний слон · h8 білий слон · a7 чорна тура · f7 чорний пішак · f6 білий ферзь · h6 чорний кінь · f5 чорний кінь · a4 чорна тура · f4 чорний король · h4 чорний пішак · a3 чорний слон · b3 біла тура · c3 білий кінь · d3 білий слон · h3 білий пішак · d2 білий кінь · g2 білий пішак · f1 білий король | 5 |
| 4 | c8 чорний слон · h8 білий слон · a7 чорна тура · f7 чорний пішак · f6 білий ферзь · h6 чорний кінь · f5 чорний кінь · a4 чорна тура · f4 чорний король · h4 чорний пішак · a3 чорний слон · b3 біла тура · c3 білий кінь · d3 білий слон · h3 білий пішак · d2 білий кінь · g2 білий пішак · f1 білий король | c8 чорний слон · h8 білий слон · a7 чорна тура · f7 чорний пішак · f6 білий ферзь · h6 чорний кінь · f5 чорний кінь · a4 чорна тура · f4 чорний король · h4 чорний пішак · a3 чорний слон · b3 біла тура · c3 білий кінь · d3 білий слон · h3 білий пішак · d2 білий кінь · g2 білий пішак · f1 білий король | c8 чорний слон · h8 білий слон · a7 чорна тура · f7 чорний пішак · f6 білий ферзь · h6 чорний кінь · f5 чорний кінь · a4 чорна тура · f4 чорний король · h4 чорний пішак · a3 чорний слон · b3 біла тура · c3 білий кінь · d3 білий слон · h3 білий пішак · d2 білий кінь · g2 білий пішак · f1 білий король | c8 чорний слон · h8 білий слон · a7 чорна тура · f7 чорний пішак · f6 білий ферзь · h6 чорний кінь · f5 чорний кінь · a4 чорна тура · f4 чорний король · h4 чорний пішак · a3 чорний слон · b3 біла тура · c3 білий кінь · d3 білий слон · h3 білий пішак · d2 білий кінь · g2 білий пішак · f1 білий король | c8 чорний слон · h8 білий слон · a7 чорна тура · f7 чорний пішак · f6 білий ферзь · h6 чорний кінь · f5 чорний кінь · a4 чорна тура · f4 чорний король · h4 чорний пішак · a3 чорний слон · b3 біла тура · c3 білий кінь · d3 білий слон · h3 білий пішак · d2 білий кінь · g2 білий пішак · f1 білий король | c8 чорний слон · h8 білий слон · a7 чорна тура · f7 чорний пішак · f6 білий ферзь · h6 чорний кінь · f5 чорний кінь · a4 чорна тура · f4 чорний король · h4 чорний пішак · a3 чорний слон · b3 біла тура · c3 білий кінь · d3 білий слон · h3 білий пішак · d2 білий кінь · g2 білий пішак · f1 білий король | c8 чорний слон · h8 білий слон · a7 чорна тура · f7 чорний пішак · f6 білий ферзь · h6 чорний кінь · f5 чорний кінь · a4 чорна тура · f4 чорний король · h4 чорний пішак · a3 чорний слон · b3 біла тура · c3 білий кінь · d3 білий слон · h3 білий пішак · d2 білий кінь · g2 білий пішак · f1 білий король | c8 чорний слон · h8 білий слон · a7 чорна тура · f7 чорний пішак · f6 білий ферзь · h6 чорний кінь · f5 чорний кінь · a4 чорна тура · f4 чорний король · h4 чорний пішак · a3 чорний слон · b3 біла тура · c3 білий кінь · d3 білий слон · h3 білий пішак · d2 білий кінь · g2 білий пішак · f1 білий король | 4 |
| 3 | c8 чорний слон · h8 білий слон · a7 чорна тура · f7 чорний пішак · f6 білий ферзь · h6 чорний кінь · f5 чорний кінь · a4 чорна тура · f4 чорний король · h4 чорний пішак · a3 чорний слон · b3 біла тура · c3 білий кінь · d3 білий слон · h3 білий пішак · d2 білий кінь · g2 білий пішак · f1 білий король | c8 чорний слон · h8 білий слон · a7 чорна тура · f7 чорний пішак · f6 білий ферзь · h6 чорний кінь · f5 чорний кінь · a4 чорна тура · f4 чорний король · h4 чорний пішак · a3 чорний слон · b3 біла тура · c3 білий кінь · d3 білий слон · h3 білий пішак · d2 білий кінь · g2 білий пішак · f1 білий король | c8 чорний слон · h8 білий слон · a7 чорна тура · f7 чорний пішак · f6 білий ферзь · h6 чорний кінь · f5 чорний кінь · a4 чорна тура · f4 чорний король · h4 чорний пішак · a3 чорний слон · b3 біла тура · c3 білий кінь · d3 білий слон · h3 білий пішак · d2 білий кінь · g2 білий пішак · f1 білий король | c8 чорний слон · h8 білий слон · a7 чорна тура · f7 чорний пішак · f6 білий ферзь · h6 чорний кінь · f5 чорний кінь · a4 чорна тура · f4 чорний король · h4 чорний пішак · a3 чорний слон · b3 біла тура · c3 білий кінь · d3 білий слон · h3 білий пішак · d2 білий кінь · g2 білий пішак · f1 білий король | c8 чорний слон · h8 білий слон · a7 чорна тура · f7 чорний пішак · f6 білий ферзь · h6 чорний кінь · f5 чорний кінь · a4 чорна тура · f4 чорний король · h4 чорний пішак · a3 чорний слон · b3 біла тура · c3 білий кінь · d3 білий слон · h3 білий пішак · d2 білий кінь · g2 білий пішак · f1 білий король | c8 чорний слон · h8 білий слон · a7 чорна тура · f7 чорний пішак · f6 білий ферзь · h6 чорний кінь · f5 чорний кінь · a4 чорна тура · f4 чорний король · h4 чорний пішак · a3 чорний слон · b3 біла тура · c3 білий кінь · d3 білий слон · h3 білий пішак · d2 білий кінь · g2 білий пішак · f1 білий король | c8 чорний слон · h8 білий слон · a7 чорна тура · f7 чорний пішак · f6 білий ферзь · h6 чорний кінь · f5 чорний кінь · a4 чорна тура · f4 чорний король · h4 чорний пішак · a3 чорний слон · b3 біла тура · c3 білий кінь · d3 білий слон · h3 білий пішак · d2 білий кінь · g2 білий пішак · f1 білий король | c8 чорний слон · h8 білий слон · a7 чорна тура · f7 чорний пішак · f6 білий ферзь · h6 чорний кінь · f5 чорний кінь · a4 чорна тура · f4 чорний король · h4 чорний пішак · a3 чорний слон · b3 біла тура · c3 білий кінь · d3 білий слон · h3 білий пішак · d2 білий кінь · g2 білий пішак · f1 білий король | 3 |
| 2 | c8 чорний слон · h8 білий слон · a7 чорна тура · f7 чорний пішак · f6 білий ферзь · h6 чорний кінь · f5 чорний кінь · a4 чорна тура · f4 чорний король · h4 чорний пішак · a3 чорний слон · b3 біла тура · c3 білий кінь · d3 білий слон · h3 білий пішак · d2 білий кінь · g2 білий пішак · f1 білий король | c8 чорний слон · h8 білий слон · a7 чорна тура · f7 чорний пішак · f6 білий ферзь · h6 чорний кінь · f5 чорний кінь · a4 чорна тура · f4 чорний король · h4 чорний пішак · a3 чорний слон · b3 біла тура · c3 білий кінь · d3 білий слон · h3 білий пішак · d2 білий кінь · g2 білий пішак · f1 білий король | c8 чорний слон · h8 білий слон · a7 чорна тура · f7 чорний пішак · f6 білий ферзь · h6 чорний кінь · f5 чорний кінь · a4 чорна тура · f4 чорний король · h4 чорний пішак · a3 чорний слон · b3 біла тура · c3 білий кінь · d3 білий слон · h3 білий пішак · d2 білий кінь · g2 білий пішак · f1 білий король | c8 чорний слон · h8 білий слон · a7 чорна тура · f7 чорний пішак · f6 білий ферзь · h6 чорний кінь · f5 чорний кінь · a4 чорна тура · f4 чорний король · h4 чорний пішак · a3 чорний слон · b3 біла тура · c3 білий кінь · d3 білий слон · h3 білий пішак · d2 білий кінь · g2 білий пішак · f1 білий король | c8 чорний слон · h8 білий слон · a7 чорна тура · f7 чорний пішак · f6 білий ферзь · h6 чорний кінь · f5 чорний кінь · a4 чорна тура · f4 чорний король · h4 чорний пішак · a3 чорний слон · b3 біла тура · c3 білий кінь · d3 білий слон · h3 білий пішак · d2 білий кінь · g2 білий пішак · f1 білий король | c8 чорний слон · h8 білий слон · a7 чорна тура · f7 чорний пішак · f6 білий ферзь · h6 чорний кінь · f5 чорний кінь · a4 чорна тура · f4 чорний король · h4 чорний пішак · a3 чорний слон · b3 біла тура · c3 білий кінь · d3 білий слон · h3 білий пішак · d2 білий кінь · g2 білий пішак · f1 білий король | c8 чорний слон · h8 білий слон · a7 чорна тура · f7 чорний пішак · f6 білий ферзь · h6 чорний кінь · f5 чорний кінь · a4 чорна тура · f4 чорний король · h4 чорний пішак · a3 чорний слон · b3 біла тура · c3 білий кінь · d3 білий слон · h3 білий пішак · d2 білий кінь · g2 білий пішак · f1 білий король | c8 чорний слон · h8 білий слон · a7 чорна тура · f7 чорний пішак · f6 білий ферзь · h6 чорний кінь · f5 чорний кінь · a4 чорна тура · f4 чорний король · h4 чорний пішак · a3 чорний слон · b3 біла тура · c3 білий кінь · d3 білий слон · h3 білий пішак · d2 білий кінь · g2 білий пішак · f1 білий король | 2 |
| 1 | c8 чорний слон · h8 білий слон · a7 чорна тура · f7 чорний пішак · f6 білий ферзь · h6 чорний кінь · f5 чорний кінь · a4 чорна тура · f4 чорний король · h4 чорний пішак · a3 чорний слон · b3 біла тура · c3 білий кінь · d3 білий слон · h3 білий пішак · d2 білий кінь · g2 білий пішак · f1 білий король | c8 чорний слон · h8 білий слон · a7 чорна тура · f7 чорний пішак · f6 білий ферзь · h6 чорний кінь · f5 чорний кінь · a4 чорна тура · f4 чорний король · h4 чорний пішак · a3 чорний слон · b3 біла тура · c3 білий кінь · d3 білий слон · h3 білий пішак · d2 білий кінь · g2 білий пішак · f1 білий король | c8 чорний слон · h8 білий слон · a7 чорна тура · f7 чорний пішак · f6 білий ферзь · h6 чорний кінь · f5 чорний кінь · a4 чорна тура · f4 чорний король · h4 чорний пішак · a3 чорний слон · b3 біла тура · c3 білий кінь · d3 білий слон · h3 білий пішак · d2 білий кінь · g2 білий пішак · f1 білий король | c8 чорний слон · h8 білий слон · a7 чорна тура · f7 чорний пішак · f6 білий ферзь · h6 чорний кінь · f5 чорний кінь · a4 чорна тура · f4 чорний король · h4 чорний пішак · a3 чорний слон · b3 біла тура · c3 білий кінь · d3 білий слон · h3 білий пішак · d2 білий кінь · g2 білий пішак · f1 білий король | c8 чорний слон · h8 білий слон · a7 чорна тура · f7 чорний пішак · f6 білий ферзь · h6 чорний кінь · f5 чорний кінь · a4 чорна тура · f4 чорний король · h4 чорний пішак · a3 чорний слон · b3 біла тура · c3 білий кінь · d3 білий слон · h3 білий пішак · d2 білий кінь · g2 білий пішак · f1 білий король | c8 чорний слон · h8 білий слон · a7 чорна тура · f7 чорний пішак · f6 білий ферзь · h6 чорний кінь · f5 чорний кінь · a4 чорна тура · f4 чорний король · h4 чорний пішак · a3 чорний слон · b3 біла тура · c3 білий кінь · d3 білий слон · h3 білий пішак · d2 білий кінь · g2 білий пішак · f1 білий король | c8 чорний слон · h8 білий слон · a7 чорна тура · f7 чорний пішак · f6 білий ферзь · h6 чорний кінь · f5 чорний кінь · a4 чорна тура · f4 чорний король · h4 чорний пішак · a3 чорний слон · b3 біла тура · c3 білий кінь · d3 білий слон · h3 білий пішак · d2 білий кінь · g2 білий пішак · f1 білий король | c8 чорний слон · h8 білий слон · a7 чорна тура · f7 чорний пішак · f6 білий ферзь · h6 чорний кінь · f5 чорний кінь · a4 чорна тура · f4 чорний король · h4 чорний пішак · a3 чорний слон · b3 біла тура · c3 білий кінь · d3 білий слон · h3 білий пішак · d2 білий кінь · g2 білий пішак · f1 білий король | 1 |
|   | a | b | c | d | e | f | g | h |   |

1. Sf3? ~ 2. Dg5, De5#
1. ... Ke3 2. Sd5#
1. ... Kg3 2. Se2#, 1. ... Sg4!
1. Lc4! ~ 2. Sd5, Se2#
1. ... Ke3 2. Dg5#
1. ... Kg3 2. De5#

### Циклічна форма
Вираження циклічної форми теми охоплює щонайменше три тематичні фази — два хибних сліди і дійсне рішення. У фазах проходить циклічне чергування подвоєної загрози і двох матів на захисти від подвоєної загрози.
Алгоритм вираження циклічної форми теми:
1. ? ~ 2. A, B #
1. ... a 2. C #
1. ... b 2. D #, 1. ... !
1. ? ~ 2. C, D #
1. ... c 2. E #
1. ... d 2. F #, 1. ... !
1. ! ~ 2. E, F #
1. ... e 2. A #
1. ... f 2. B #
|   | a | b | c | d | e | f | g | h |   |
| 8 | g8 білий ферзь · b7 чорний слон · c7 білий слон · d7 чорний пішак · e7 чорний слон · f7 білий слон · a6 біла тура · b5 чорна тура · c5 чорний король · e5 білий кінь · a4 чорна тура · d4 біла тура · e4 чорний пішак · a3 білий кінь · b3 чорний пішак · c3 білий пішак · d3 чорний пішак · h3 чорний ферзь · b2 білий король · e2 чорний пішак | g8 білий ферзь · b7 чорний слон · c7 білий слон · d7 чорний пішак · e7 чорний слон · f7 білий слон · a6 біла тура · b5 чорна тура · c5 чорний король · e5 білий кінь · a4 чорна тура · d4 біла тура · e4 чорний пішак · a3 білий кінь · b3 чорний пішак · c3 білий пішак · d3 чорний пішак · h3 чорний ферзь · b2 білий король · e2 чорний пішак | g8 білий ферзь · b7 чорний слон · c7 білий слон · d7 чорний пішак · e7 чорний слон · f7 білий слон · a6 біла тура · b5 чорна тура · c5 чорний король · e5 білий кінь · a4 чорна тура · d4 біла тура · e4 чорний пішак · a3 білий кінь · b3 чорний пішак · c3 білий пішак · d3 чорний пішак · h3 чорний ферзь · b2 білий король · e2 чорний пішак | g8 білий ферзь · b7 чорний слон · c7 білий слон · d7 чорний пішак · e7 чорний слон · f7 білий слон · a6 біла тура · b5 чорна тура · c5 чорний король · e5 білий кінь · a4 чорна тура · d4 біла тура · e4 чорний пішак · a3 білий кінь · b3 чорний пішак · c3 білий пішак · d3 чорний пішак · h3 чорний ферзь · b2 білий король · e2 чорний пішак | g8 білий ферзь · b7 чорний слон · c7 білий слон · d7 чорний пішак · e7 чорний слон · f7 білий слон · a6 біла тура · b5 чорна тура · c5 чорний король · e5 білий кінь · a4 чорна тура · d4 біла тура · e4 чорний пішак · a3 білий кінь · b3 чорний пішак · c3 білий пішак · d3 чорний пішак · h3 чорний ферзь · b2 білий король · e2 чорний пішак | g8 білий ферзь · b7 чорний слон · c7 білий слон · d7 чорний пішак · e7 чорний слон · f7 білий слон · a6 біла тура · b5 чорна тура · c5 чорний король · e5 білий кінь · a4 чорна тура · d4 біла тура · e4 чорний пішак · a3 білий кінь · b3 чорний пішак · c3 білий пішак · d3 чорний пішак · h3 чорний ферзь · b2 білий король · e2 чорний пішак | g8 білий ферзь · b7 чорний слон · c7 білий слон · d7 чорний пішак · e7 чорний слон · f7 білий слон · a6 біла тура · b5 чорна тура · c5 чорний король · e5 білий кінь · a4 чорна тура · d4 біла тура · e4 чорний пішак · a3 білий кінь · b3 чорний пішак · c3 білий пішак · d3 чорний пішак · h3 чорний ферзь · b2 білий король · e2 чорний пішак | g8 білий ферзь · b7 чорний слон · c7 білий слон · d7 чорний пішак · e7 чорний слон · f7 білий слон · a6 біла тура · b5 чорна тура · c5 чорний король · e5 білий кінь · a4 чорна тура · d4 біла тура · e4 чорний пішак · a3 білий кінь · b3 чорний пішак · c3 білий пішак · d3 чорний пішак · h3 чорний ферзь · b2 білий король · e2 чорний пішак | 8 |
| 7 | g8 білий ферзь · b7 чорний слон · c7 білий слон · d7 чорний пішак · e7 чорний слон · f7 білий слон · a6 біла тура · b5 чорна тура · c5 чорний король · e5 білий кінь · a4 чорна тура · d4 біла тура · e4 чорний пішак · a3 білий кінь · b3 чорний пішак · c3 білий пішак · d3 чорний пішак · h3 чорний ферзь · b2 білий король · e2 чорний пішак | g8 білий ферзь · b7 чорний слон · c7 білий слон · d7 чорний пішак · e7 чорний слон · f7 білий слон · a6 біла тура · b5 чорна тура · c5 чорний король · e5 білий кінь · a4 чорна тура · d4 біла тура · e4 чорний пішак · a3 білий кінь · b3 чорний пішак · c3 білий пішак · d3 чорний пішак · h3 чорний ферзь · b2 білий король · e2 чорний пішак | g8 білий ферзь · b7 чорний слон · c7 білий слон · d7 чорний пішак · e7 чорний слон · f7 білий слон · a6 біла тура · b5 чорна тура · c5 чорний король · e5 білий кінь · a4 чорна тура · d4 біла тура · e4 чорний пішак · a3 білий кінь · b3 чорний пішак · c3 білий пішак · d3 чорний пішак · h3 чорний ферзь · b2 білий король · e2 чорний пішак | g8 білий ферзь · b7 чорний слон · c7 білий слон · d7 чорний пішак · e7 чорний слон · f7 білий слон · a6 біла тура · b5 чорна тура · c5 чорний король · e5 білий кінь · a4 чорна тура · d4 біла тура · e4 чорний пішак · a3 білий кінь · b3 чорний пішак · c3 білий пішак · d3 чорний пішак · h3 чорний ферзь · b2 білий король · e2 чорний пішак | g8 білий ферзь · b7 чорний слон · c7 білий слон · d7 чорний пішак · e7 чорний слон · f7 білий слон · a6 біла тура · b5 чорна тура · c5 чорний король · e5 білий кінь · a4 чорна тура · d4 біла тура · e4 чорний пішак · a3 білий кінь · b3 чорний пішак · c3 білий пішак · d3 чорний пішак · h3 чорний ферзь · b2 білий король · e2 чорний пішак | g8 білий ферзь · b7 чорний слон · c7 білий слон · d7 чорний пішак · e7 чорний слон · f7 білий слон · a6 біла тура · b5 чорна тура · c5 чорний король · e5 білий кінь · a4 чорна тура · d4 біла тура · e4 чорний пішак · a3 білий кінь · b3 чорний пішак · c3 білий пішак · d3 чорний пішак · h3 чорний ферзь · b2 білий король · e2 чорний пішак | g8 білий ферзь · b7 чорний слон · c7 білий слон · d7 чорний пішак · e7 чорний слон · f7 білий слон · a6 біла тура · b5 чорна тура · c5 чорний король · e5 білий кінь · a4 чорна тура · d4 біла тура · e4 чорний пішак · a3 білий кінь · b3 чорний пішак · c3 білий пішак · d3 чорний пішак · h3 чорний ферзь · b2 білий король · e2 чорний пішак | g8 білий ферзь · b7 чорний слон · c7 білий слон · d7 чорний пішак · e7 чорний слон · f7 білий слон · a6 біла тура · b5 чорна тура · c5 чорний король · e5 білий кінь · a4 чорна тура · d4 біла тура · e4 чорний пішак · a3 білий кінь · b3 чорний пішак · c3 білий пішак · d3 чорний пішак · h3 чорний ферзь · b2 білий король · e2 чорний пішак | 7 |
| 6 | g8 білий ферзь · b7 чорний слон · c7 білий слон · d7 чорний пішак · e7 чорний слон · f7 білий слон · a6 біла тура · b5 чорна тура · c5 чорний король · e5 білий кінь · a4 чорна тура · d4 біла тура · e4 чорний пішак · a3 білий кінь · b3 чорний пішак · c3 білий пішак · d3 чорний пішак · h3 чорний ферзь · b2 білий король · e2 чорний пішак | g8 білий ферзь · b7 чорний слон · c7 білий слон · d7 чорний пішак · e7 чорний слон · f7 білий слон · a6 біла тура · b5 чорна тура · c5 чорний король · e5 білий кінь · a4 чорна тура · d4 біла тура · e4 чорний пішак · a3 білий кінь · b3 чорний пішак · c3 білий пішак · d3 чорний пішак · h3 чорний ферзь · b2 білий король · e2 чорний пішак | g8 білий ферзь · b7 чорний слон · c7 білий слон · d7 чорний пішак · e7 чорний слон · f7 білий слон · a6 біла тура · b5 чорна тура · c5 чорний король · e5 білий кінь · a4 чорна тура · d4 біла тура · e4 чорний пішак · a3 білий кінь · b3 чорний пішак · c3 білий пішак · d3 чорний пішак · h3 чорний ферзь · b2 білий король · e2 чорний пішак | g8 білий ферзь · b7 чорний слон · c7 білий слон · d7 чорний пішак · e7 чорний слон · f7 білий слон · a6 біла тура · b5 чорна тура · c5 чорний король · e5 білий кінь · a4 чорна тура · d4 біла тура · e4 чорний пішак · a3 білий кінь · b3 чорний пішак · c3 білий пішак · d3 чорний пішак · h3 чорний ферзь · b2 білий король · e2 чорний пішак | g8 білий ферзь · b7 чорний слон · c7 білий слон · d7 чорний пішак · e7 чорний слон · f7 білий слон · a6 біла тура · b5 чорна тура · c5 чорний король · e5 білий кінь · a4 чорна тура · d4 біла тура · e4 чорний пішак · a3 білий кінь · b3 чорний пішак · c3 білий пішак · d3 чорний пішак · h3 чорний ферзь · b2 білий король · e2 чорний пішак | g8 білий ферзь · b7 чорний слон · c7 білий слон · d7 чорний пішак · e7 чорний слон · f7 білий слон · a6 біла тура · b5 чорна тура · c5 чорний король · e5 білий кінь · a4 чорна тура · d4 біла тура · e4 чорний пішак · a3 білий кінь · b3 чорний пішак · c3 білий пішак · d3 чорний пішак · h3 чорний ферзь · b2 білий король · e2 чорний пішак | g8 білий ферзь · b7 чорний слон · c7 білий слон · d7 чорний пішак · e7 чорний слон · f7 білий слон · a6 біла тура · b5 чорна тура · c5 чорний король · e5 білий кінь · a4 чорна тура · d4 біла тура · e4 чорний пішак · a3 білий кінь · b3 чорний пішак · c3 білий пішак · d3 чорний пішак · h3 чорний ферзь · b2 білий король · e2 чорний пішак | g8 білий ферзь · b7 чорний слон · c7 білий слон · d7 чорний пішак · e7 чорний слон · f7 білий слон · a6 біла тура · b5 чорна тура · c5 чорний король · e5 білий кінь · a4 чорна тура · d4 біла тура · e4 чорний пішак · a3 білий кінь · b3 чорний пішак · c3 білий пішак · d3 чорний пішак · h3 чорний ферзь · b2 білий король · e2 чорний пішак | 6 |
| 5 | g8 білий ферзь · b7 чорний слон · c7 білий слон · d7 чорний пішак · e7 чорний слон · f7 білий слон · a6 біла тура · b5 чорна тура · c5 чорний король · e5 білий кінь · a4 чорна тура · d4 біла тура · e4 чорний пішак · a3 білий кінь · b3 чорний пішак · c3 білий пішак · d3 чорний пішак · h3 чорний ферзь · b2 білий король · e2 чорний пішак | g8 білий ферзь · b7 чорний слон · c7 білий слон · d7 чорний пішак · e7 чорний слон · f7 білий слон · a6 біла тура · b5 чорна тура · c5 чорний король · e5 білий кінь · a4 чорна тура · d4 біла тура · e4 чорний пішак · a3 білий кінь · b3 чорний пішак · c3 білий пішак · d3 чорний пішак · h3 чорний ферзь · b2 білий король · e2 чорний пішак | g8 білий ферзь · b7 чорний слон · c7 білий слон · d7 чорний пішак · e7 чорний слон · f7 білий слон · a6 біла тура · b5 чорна тура · c5 чорний король · e5 білий кінь · a4 чорна тура · d4 біла тура · e4 чорний пішак · a3 білий кінь · b3 чорний пішак · c3 білий пішак · d3 чорний пішак · h3 чорний ферзь · b2 білий король · e2 чорний пішак | g8 білий ферзь · b7 чорний слон · c7 білий слон · d7 чорний пішак · e7 чорний слон · f7 білий слон · a6 біла тура · b5 чорна тура · c5 чорний король · e5 білий кінь · a4 чорна тура · d4 біла тура · e4 чорний пішак · a3 білий кінь · b3 чорний пішак · c3 білий пішак · d3 чорний пішак · h3 чорний ферзь · b2 білий король · e2 чорний пішак | g8 білий ферзь · b7 чорний слон · c7 білий слон · d7 чорний пішак · e7 чорний слон · f7 білий слон · a6 біла тура · b5 чорна тура · c5 чорний король · e5 білий кінь · a4 чорна тура · d4 біла тура · e4 чорний пішак · a3 білий кінь · b3 чорний пішак · c3 білий пішак · d3 чорний пішак · h3 чорний ферзь · b2 білий король · e2 чорний пішак | g8 білий ферзь · b7 чорний слон · c7 білий слон · d7 чорний пішак · e7 чорний слон · f7 білий слон · a6 біла тура · b5 чорна тура · c5 чорний король · e5 білий кінь · a4 чорна тура · d4 біла тура · e4 чорний пішак · a3 білий кінь · b3 чорний пішак · c3 білий пішак · d3 чорний пішак · h3 чорний ферзь · b2 білий король · e2 чорний пішак | g8 білий ферзь · b7 чорний слон · c7 білий слон · d7 чорний пішак · e7 чорний слон · f7 білий слон · a6 біла тура · b5 чорна тура · c5 чорний король · e5 білий кінь · a4 чорна тура · d4 біла тура · e4 чорний пішак · a3 білий кінь · b3 чорний пішак · c3 білий пішак · d3 чорний пішак · h3 чорний ферзь · b2 білий король · e2 чорний пішак | g8 білий ферзь · b7 чорний слон · c7 білий слон · d7 чорний пішак · e7 чорний слон · f7 білий слон · a6 біла тура · b5 чорна тура · c5 чорний король · e5 білий кінь · a4 чорна тура · d4 біла тура · e4 чорний пішак · a3 білий кінь · b3 чорний пішак · c3 білий пішак · d3 чорний пішак · h3 чорний ферзь · b2 білий король · e2 чорний пішак | 5 |
| 4 | g8 білий ферзь · b7 чорний слон · c7 білий слон · d7 чорний пішак · e7 чорний слон · f7 білий слон · a6 біла тура · b5 чорна тура · c5 чорний король · e5 білий кінь · a4 чорна тура · d4 біла тура · e4 чорний пішак · a3 білий кінь · b3 чорний пішак · c3 білий пішак · d3 чорний пішак · h3 чорний ферзь · b2 білий король · e2 чорний пішак | g8 білий ферзь · b7 чорний слон · c7 білий слон · d7 чорний пішак · e7 чорний слон · f7 білий слон · a6 біла тура · b5 чорна тура · c5 чорний король · e5 білий кінь · a4 чорна тура · d4 біла тура · e4 чорний пішак · a3 білий кінь · b3 чорний пішак · c3 білий пішак · d3 чорний пішак · h3 чорний ферзь · b2 білий король · e2 чорний пішак | g8 білий ферзь · b7 чорний слон · c7 білий слон · d7 чорний пішак · e7 чорний слон · f7 білий слон · a6 біла тура · b5 чорна тура · c5 чорний король · e5 білий кінь · a4 чорна тура · d4 біла тура · e4 чорний пішак · a3 білий кінь · b3 чорний пішак · c3 білий пішак · d3 чорний пішак · h3 чорний ферзь · b2 білий король · e2 чорний пішак | g8 білий ферзь · b7 чорний слон · c7 білий слон · d7 чорний пішак · e7 чорний слон · f7 білий слон · a6 біла тура · b5 чорна тура · c5 чорний король · e5 білий кінь · a4 чорна тура · d4 біла тура · e4 чорний пішак · a3 білий кінь · b3 чорний пішак · c3 білий пішак · d3 чорний пішак · h3 чорний ферзь · b2 білий король · e2 чорний пішак | g8 білий ферзь · b7 чорний слон · c7 білий слон · d7 чорний пішак · e7 чорний слон · f7 білий слон · a6 біла тура · b5 чорна тура · c5 чорний король · e5 білий кінь · a4 чорна тура · d4 біла тура · e4 чорний пішак · a3 білий кінь · b3 чорний пішак · c3 білий пішак · d3 чорний пішак · h3 чорний ферзь · b2 білий король · e2 чорний пішак | g8 білий ферзь · b7 чорний слон · c7 білий слон · d7 чорний пішак · e7 чорний слон · f7 білий слон · a6 біла тура · b5 чорна тура · c5 чорний король · e5 білий кінь · a4 чорна тура · d4 біла тура · e4 чорний пішак · a3 білий кінь · b3 чорний пішак · c3 білий пішак · d3 чорний пішак · h3 чорний ферзь · b2 білий король · e2 чорний пішак | g8 білий ферзь · b7 чорний слон · c7 білий слон · d7 чорний пішак · e7 чорний слон · f7 білий слон · a6 біла тура · b5 чорна тура · c5 чорний король · e5 білий кінь · a4 чорна тура · d4 біла тура · e4 чорний пішак · a3 білий кінь · b3 чорний пішак · c3 білий пішак · d3 чорний пішак · h3 чорний ферзь · b2 білий король · e2 чорний пішак | g8 білий ферзь · b7 чорний слон · c7 білий слон · d7 чорний пішак · e7 чорний слон · f7 білий слон · a6 біла тура · b5 чорна тура · c5 чорний король · e5 білий кінь · a4 чорна тура · d4 біла тура · e4 чорний пішак · a3 білий кінь · b3 чорний пішак · c3 білий пішак · d3 чорний пішак · h3 чорний ферзь · b2 білий король · e2 чорний пішак | 4 |
| 3 | g8 білий ферзь · b7 чорний слон · c7 білий слон · d7 чорний пішак · e7 чорний слон · f7 білий слон · a6 біла тура · b5 чорна тура · c5 чорний король · e5 білий кінь · a4 чорна тура · d4 біла тура · e4 чорний пішак · a3 білий кінь · b3 чорний пішак · c3 білий пішак · d3 чорний пішак · h3 чорний ферзь · b2 білий король · e2 чорний пішак | g8 білий ферзь · b7 чорний слон · c7 білий слон · d7 чорний пішак · e7 чорний слон · f7 білий слон · a6 біла тура · b5 чорна тура · c5 чорний король · e5 білий кінь · a4 чорна тура · d4 біла тура · e4 чорний пішак · a3 білий кінь · b3 чорний пішак · c3 білий пішак · d3 чорний пішак · h3 чорний ферзь · b2 білий король · e2 чорний пішак | g8 білий ферзь · b7 чорний слон · c7 білий слон · d7 чорний пішак · e7 чорний слон · f7 білий слон · a6 біла тура · b5 чорна тура · c5 чорний король · e5 білий кінь · a4 чорна тура · d4 біла тура · e4 чорний пішак · a3 білий кінь · b3 чорний пішак · c3 білий пішак · d3 чорний пішак · h3 чорний ферзь · b2 білий король · e2 чорний пішак | g8 білий ферзь · b7 чорний слон · c7 білий слон · d7 чорний пішак · e7 чорний слон · f7 білий слон · a6 біла тура · b5 чорна тура · c5 чорний король · e5 білий кінь · a4 чорна тура · d4 біла тура · e4 чорний пішак · a3 білий кінь · b3 чорний пішак · c3 білий пішак · d3 чорний пішак · h3 чорний ферзь · b2 білий король · e2 чорний пішак | g8 білий ферзь · b7 чорний слон · c7 білий слон · d7 чорний пішак · e7 чорний слон · f7 білий слон · a6 біла тура · b5 чорна тура · c5 чорний король · e5 білий кінь · a4 чорна тура · d4 біла тура · e4 чорний пішак · a3 білий кінь · b3 чорний пішак · c3 білий пішак · d3 чорний пішак · h3 чорний ферзь · b2 білий король · e2 чорний пішак | g8 білий ферзь · b7 чорний слон · c7 білий слон · d7 чорний пішак · e7 чорний слон · f7 білий слон · a6 біла тура · b5 чорна тура · c5 чорний король · e5 білий кінь · a4 чорна тура · d4 біла тура · e4 чорний пішак · a3 білий кінь · b3 чорний пішак · c3 білий пішак · d3 чорний пішак · h3 чорний ферзь · b2 білий король · e2 чорний пішак | g8 білий ферзь · b7 чорний слон · c7 білий слон · d7 чорний пішак · e7 чорний слон · f7 білий слон · a6 біла тура · b5 чорна тура · c5 чорний король · e5 білий кінь · a4 чорна тура · d4 біла тура · e4 чорний пішак · a3 білий кінь · b3 чорний пішак · c3 білий пішак · d3 чорний пішак · h3 чорний ферзь · b2 білий король · e2 чорний пішак | g8 білий ферзь · b7 чорний слон · c7 білий слон · d7 чорний пішак · e7 чорний слон · f7 білий слон · a6 біла тура · b5 чорна тура · c5 чорний король · e5 білий кінь · a4 чорна тура · d4 біла тура · e4 чорний пішак · a3 білий кінь · b3 чорний пішак · c3 білий пішак · d3 чорний пішак · h3 чорний ферзь · b2 білий король · e2 чорний пішак | 3 |
| 2 | g8 білий ферзь · b7 чорний слон · c7 білий слон · d7 чорний пішак · e7 чорний слон · f7 білий слон · a6 біла тура · b5 чорна тура · c5 чорний король · e5 білий кінь · a4 чорна тура · d4 біла тура · e4 чорний пішак · a3 білий кінь · b3 чорний пішак · c3 білий пішак · d3 чорний пішак · h3 чорний ферзь · b2 білий король · e2 чорний пішак | g8 білий ферзь · b7 чорний слон · c7 білий слон · d7 чорний пішак · e7 чорний слон · f7 білий слон · a6 біла тура · b5 чорна тура · c5 чорний король · e5 білий кінь · a4 чорна тура · d4 біла тура · e4 чорний пішак · a3 білий кінь · b3 чорний пішак · c3 білий пішак · d3 чорний пішак · h3 чорний ферзь · b2 білий король · e2 чорний пішак | g8 білий ферзь · b7 чорний слон · c7 білий слон · d7 чорний пішак · e7 чорний слон · f7 білий слон · a6 біла тура · b5 чорна тура · c5 чорний король · e5 білий кінь · a4 чорна тура · d4 біла тура · e4 чорний пішак · a3 білий кінь · b3 чорний пішак · c3 білий пішак · d3 чорний пішак · h3 чорний ферзь · b2 білий король · e2 чорний пішак | g8 білий ферзь · b7 чорний слон · c7 білий слон · d7 чорний пішак · e7 чорний слон · f7 білий слон · a6 біла тура · b5 чорна тура · c5 чорний король · e5 білий кінь · a4 чорна тура · d4 біла тура · e4 чорний пішак · a3 білий кінь · b3 чорний пішак · c3 білий пішак · d3 чорний пішак · h3 чорний ферзь · b2 білий король · e2 чорний пішак | g8 білий ферзь · b7 чорний слон · c7 білий слон · d7 чорний пішак · e7 чорний слон · f7 білий слон · a6 біла тура · b5 чорна тура · c5 чорний король · e5 білий кінь · a4 чорна тура · d4 біла тура · e4 чорний пішак · a3 білий кінь · b3 чорний пішак · c3 білий пішак · d3 чорний пішак · h3 чорний ферзь · b2 білий король · e2 чорний пішак | g8 білий ферзь · b7 чорний слон · c7 білий слон · d7 чорний пішак · e7 чорний слон · f7 білий слон · a6 біла тура · b5 чорна тура · c5 чорний король · e5 білий кінь · a4 чорна тура · d4 біла тура · e4 чорний пішак · a3 білий кінь · b3 чорний пішак · c3 білий пішак · d3 чорний пішак · h3 чорний ферзь · b2 білий король · e2 чорний пішак | g8 білий ферзь · b7 чорний слон · c7 білий слон · d7 чорний пішак · e7 чорний слон · f7 білий слон · a6 біла тура · b5 чорна тура · c5 чорний король · e5 білий кінь · a4 чорна тура · d4 біла тура · e4 чорний пішак · a3 білий кінь · b3 чорний пішак · c3 білий пішак · d3 чорний пішак · h3 чорний ферзь · b2 білий король · e2 чорний пішак | g8 білий ферзь · b7 чорний слон · c7 білий слон · d7 чорний пішак · e7 чорний слон · f7 білий слон · a6 біла тура · b5 чорна тура · c5 чорний король · e5 білий кінь · a4 чорна тура · d4 біла тура · e4 чорний пішак · a3 білий кінь · b3 чорний пішак · c3 білий пішак · d3 чорний пішак · h3 чорний ферзь · b2 білий король · e2 чорний пішак | 2 |
| 1 | g8 білий ферзь · b7 чорний слон · c7 білий слон · d7 чорний пішак · e7 чорний слон · f7 білий слон · a6 біла тура · b5 чорна тура · c5 чорний король · e5 білий кінь · a4 чорна тура · d4 біла тура · e4 чорний пішак · a3 білий кінь · b3 чорний пішак · c3 білий пішак · d3 чорний пішак · h3 чорний ферзь · b2 білий король · e2 чорний пішак | g8 білий ферзь · b7 чорний слон · c7 білий слон · d7 чорний пішак · e7 чорний слон · f7 білий слон · a6 біла тура · b5 чорна тура · c5 чорний король · e5 білий кінь · a4 чорна тура · d4 біла тура · e4 чорний пішак · a3 білий кінь · b3 чорний пішак · c3 білий пішак · d3 чорний пішак · h3 чорний ферзь · b2 білий король · e2 чорний пішак | g8 білий ферзь · b7 чорний слон · c7 білий слон · d7 чорний пішак · e7 чорний слон · f7 білий слон · a6 біла тура · b5 чорна тура · c5 чорний король · e5 білий кінь · a4 чорна тура · d4 біла тура · e4 чорний пішак · a3 білий кінь · b3 чорний пішак · c3 білий пішак · d3 чорний пішак · h3 чорний ферзь · b2 білий король · e2 чорний пішак | g8 білий ферзь · b7 чорний слон · c7 білий слон · d7 чорний пішак · e7 чорний слон · f7 білий слон · a6 біла тура · b5 чорна тура · c5 чорний король · e5 білий кінь · a4 чорна тура · d4 біла тура · e4 чорний пішак · a3 білий кінь · b3 чорний пішак · c3 білий пішак · d3 чорний пішак · h3 чорний ферзь · b2 білий король · e2 чорний пішак | g8 білий ферзь · b7 чорний слон · c7 білий слон · d7 чорний пішак · e7 чорний слон · f7 білий слон · a6 біла тура · b5 чорна тура · c5 чорний король · e5 білий кінь · a4 чорна тура · d4 біла тура · e4 чорний пішак · a3 білий кінь · b3 чорний пішак · c3 білий пішак · d3 чорний пішак · h3 чорний ферзь · b2 білий король · e2 чорний пішак | g8 білий ферзь · b7 чорний слон · c7 білий слон · d7 чорний пішак · e7 чорний слон · f7 білий слон · a6 біла тура · b5 чорна тура · c5 чорний король · e5 білий кінь · a4 чорна тура · d4 біла тура · e4 чорний пішак · a3 білий кінь · b3 чорний пішак · c3 білий пішак · d3 чорний пішак · h3 чорний ферзь · b2 білий король · e2 чорний пішак | g8 білий ферзь · b7 чорний слон · c7 білий слон · d7 чорний пішак · e7 чорний слон · f7 білий слон · a6 біла тура · b5 чорна тура · c5 чорний король · e5 білий кінь · a4 чорна тура · d4 біла тура · e4 чорний пішак · a3 білий кінь · b3 чорний пішак · c3 білий пішак · d3 чорний пішак · h3 чорний ферзь · b2 білий король · e2 чорний пішак | g8 білий ферзь · b7 чорний слон · c7 білий слон · d7 чорний пішак · e7 чорний слон · f7 білий слон · a6 біла тура · b5 чорна тура · c5 чорний король · e5 білий кінь · a4 чорна тура · d4 біла тура · e4 чорний пішак · a3 білий кінь · b3 чорний пішак · c3 білий пішак · d3 чорний пішак · h3 чорний ферзь · b2 білий король · e2 чорний пішак | 1 |
|   | a | b | c | d | e | f | g | h |   |

1. Dc8? ~ 2. Lb6, Ld6#
1. ... Lc8 2. Td5#
1. ... Ta6 2. Tc4#, 1... Lc6!
1. Dg1? ~ 2. Td5, Tc4#
1. ... e3   2. Sd3#
1. ... De3 2. Sd7#, 1. ... De6!
1. Dg5! ~ 2. Sd3, Sd7#
 1. ... Tb6 2. Lb6#
1. ... Lg5 2. Ld6#